# إلنا مونتجومري
إلنا مونتجومري (بالسويدية: Elna Montgomery)‏ هي متزلجة فنية سويدية، ولدت في 23 أكتوبر 1885 في ستوكهولم في السويد، وتوفيت في 13 يونيو 1981.

## وصلات خارجية
- إلنا مونتجومري على موقع أوليمبيديا (الإنجليزية)
- إلنا مونتجومري على موقع اللجنة الأولمبية السويدية (السويدية)